# 爱德华·皮克林
爱德华·查尔斯·皮克林（英語：Edward Charles Pickering，1846年7月19日—1919年2月3日）是一名美国天文学家。

## 生平
皮克林出生于美国马萨诸塞州的波士顿。皮克林1876年到1918年期间担任哈佛大学天文台的台长，对19世纪末期美国的天文学发展产生了重要影响。在担任哈佛大学天文台台长期间，皮克林积极鼓励女性从事天文研究，招募了一些聋哑女性对天文台拍摄的照相底片进行测量和分类工作，被戏称为皮克林的后宫（參見哈佛計算員，Harvard Computers）。
她们当中很多人都在天文学上取得了重要的发现，其中包括主持恒星光谱分类的安妮·坎农、发现造父变星周光关系的亨丽爱塔·勒维特，發現馬頭星雲的威廉敏娜·弗萊明、分析聯星漸台二光譜的安東妮亞·莫里。
他发起并主持编制了亨利·德雷伯星表，提出用色指数的方法对恒星光谱进行分类。皮克林还发现了第一个分光双星。
爱德华·皮克林曾获得1886年和1901年英國皇家天文學會金質獎章、1888年亨利·德雷伯獎章，以及1908年布鲁斯奖。

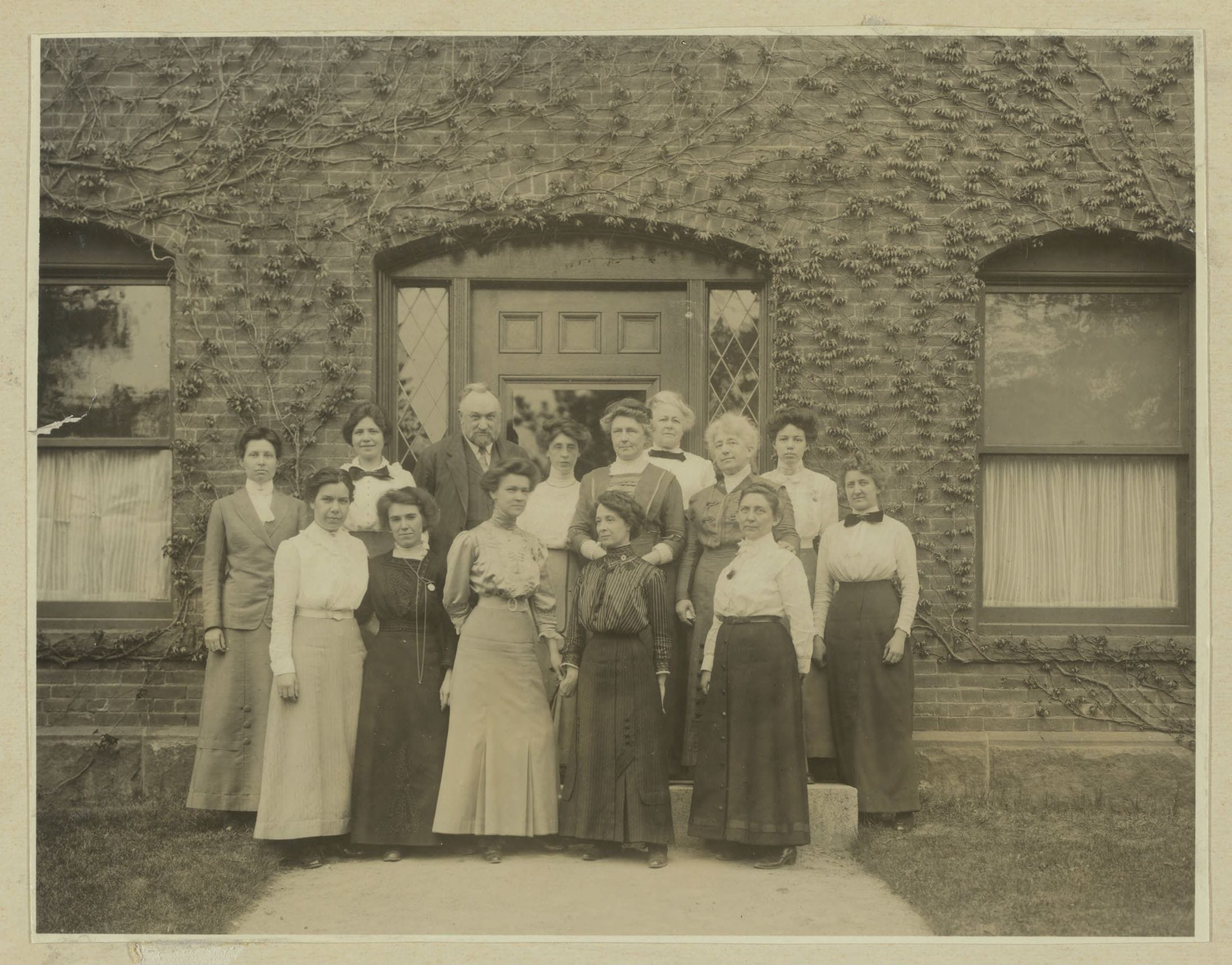
「皮克林的後宮」

爱德华·皮克林与美国另一位天文学家威廉·亨利·皮克林是亲兄弟。为纪念他们，月球和火星上各有一座环形山以他们的姓氏“皮克林”命名。第784号小行星也命名为“皮克林”。